# シーサット

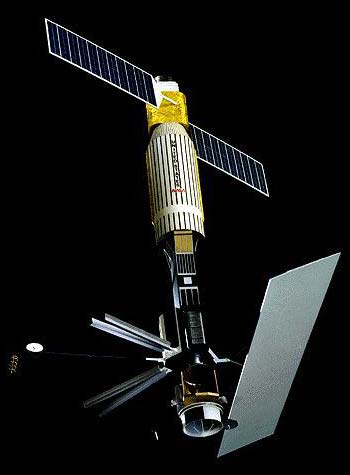
Seasat (NASA/JPL-Caltech)

シーサット（SEASAT）はアメリカ航空宇宙局 (NASA) が打ち上げた最初に軌道上から海洋観測を目的として設計され、合成開口レーダー(SAR)が搭載された人工衛星である。

## 概要
任務は全地球規模での海洋学上の事象の観測と衛星による海洋観測の運用におけるノウハウの収集が目的だった。観測項目は海洋表面の風や海面温度、波高、内部波、水蒸気、海氷、海洋断面等多岐に渡る。
シーサットはNASAのジェット推進研究所によって管理され、1978年、6月28日に高度800km軌道傾斜角108度の近円軌道に打ち上げられた。シーサットは電気系統が短絡した為、1978年10月10日までの105日間運用された。
シーサットは海洋面から最大の情報を集める為に5台の主要な観測機器を搭載していた。:
1. 海表面からの衛星の高度を計測する為のレーダー高度計
2. 風速と風向を測定する為のマイクロ波散乱計
3. 海表面の海水温を計測する為の複数のチャンネルのマイクロ波放射計
4. 雲、地面、水の特徴を識別する為の可視光と赤外線放射計
5. 全地表の波と極域の海氷の状態を観測する為のL-バンド, HH ポーラリゼーション, 固定角度の合成開口レーダー (SAR) (アンテナは平行四辺形)

シーサットの稼動期間は短期間だったが成果は後の衛星観測に活用された。合成開口レーダーは後にスペースシャトルに搭載され、高度計はTOPEX/ポセイドンに搭載され、マイクロ波散乱計はQuikSCATやジェイソン1に搭載された。